# دشنا (مركز)
مركز دشنا، مركز إداري مصري. يقع في محافظة قنا الواقعة في جمهورية مصر العربية. القاعدة الإدارية للمركز هي مدينة دشنا.